# Saulios
Saulios (altgriechisch Σαύλιος) war ein König der Skythen im 6. Jahrhundert v. Chr. Er war ein Sohn des Gnuros und Vater von Idanthyrsos. Er tötete seinen Bruder Anacharsis, als dieser in Hylaia ein Fest der Göttermutter feierte, mit einem Pfeilschuss.

## Quelle
- Herodot 4,76